# Steilkurve

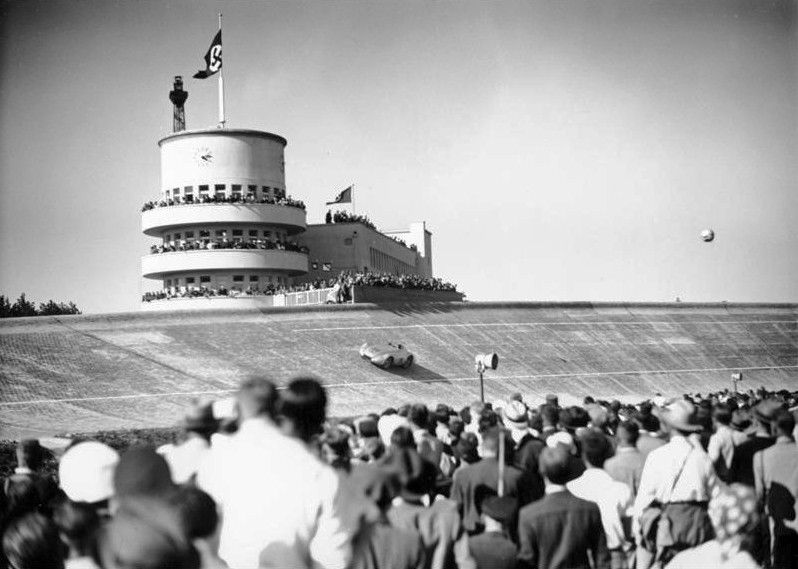
Vollverkleideter Mercedes Silberpfeil W 25 K in der Nordkurve der AVUS, 1937

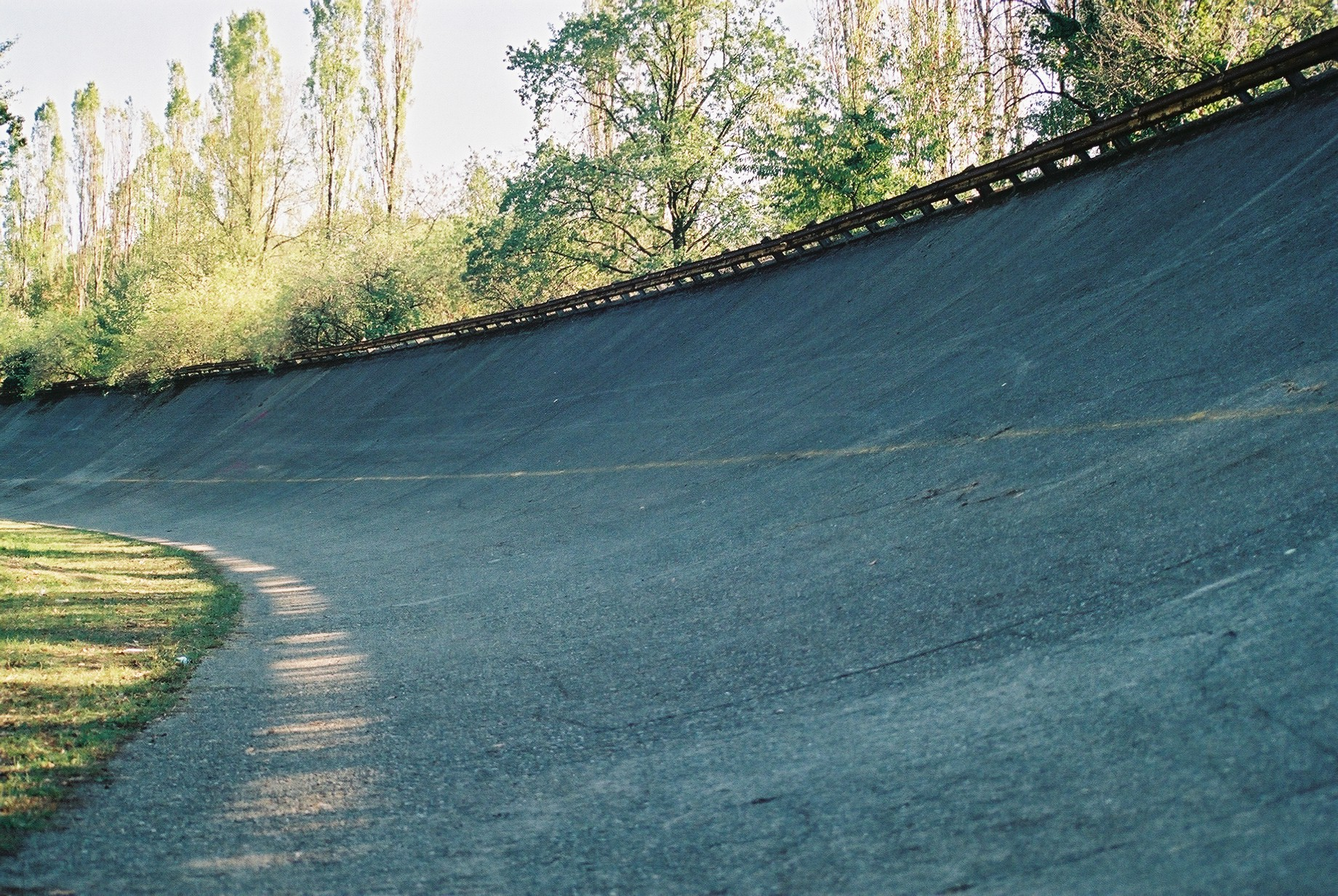
Verfallende Steilkurven in Monza

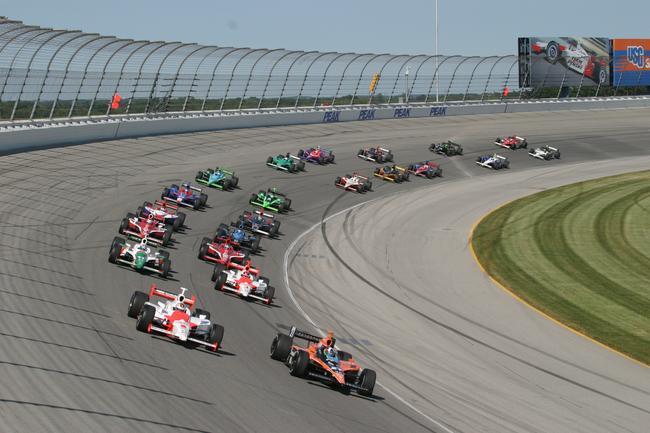
Steilkurve im Chicagoland Speedway

Als Steilkurve bezeichnet man eine Kurve, die zur Innenseite hin stark geneigt ist. Allgemeiner, beispielsweise bei Eisenbahnen, spricht man von Überhöhung. Steilkurven und überhöhte Kurven erlauben höhere Kurvengeschwindigkeiten.

## Geschichte
Brooklands, die erste Motorsport-Rennstrecke Großbritanniens (gleichzeitig die erste permanente Rennstrecke der Welt), ging bereits 1907 mit Steilkurven in Betrieb. Zum Bau musste Beton verwendet werden, weil man damals mit Asphalt nicht die benötigte Neigung herstellen konnte. In Deutschland wurde im Jahr 1937 die Nordkurve der AVUS zur Steilkurve umgebaut, 1967 aber wieder abgerissen und durch eine flache Kurve ersetzt. Bereits 1932 entstand auf der Nordschleife des Nürburgrings das Karussell. Ursprünglich eine flache 180°-Kehre, bei der Fahrer wie Caracciola ähnlich wie bei Rallyes üblich mit den Reifen auf der Kurveninnenseite einhakten und alsbald mehr im Straßengraben fuhren als auf der Piste, worauf der innere Bereich als Steilkurve befestigt wurde. Diese 2001 Caracciola-Karussell getaufte Steilkurve wird bis heute bei Rennen befahren, ebenfalls wie das kleine Karussell am Schwalbenschanz. Auch der im Jahr 2000 eröffnete Lausitzring in Brandenburg hat im Tri-Oval mit bis zu 5,7° Neigung überhöhte Kurven. Auf dem Autodromo Nazionale Monza wurden bis 1961 Formel-1-Rennen mit Steilkurven ausgetragen, zudem hatte das Autodrome de Linas-Montlhéry bei Paris eine Strecke mit Steilwandkurven. Diese mit über 30 Grad Steigung an ein Hausdach erinnernden Bauwerke wurden entweder abgetragen oder nicht mehr benutzt und dem Verfall preisgegeben. Für ihre Steilkurven bekannt sind auch die oft als Ovalkurse ausgeführten Rennstrecken in den USA, auf denen unter anderem die NASCAR fährt. Beim 24-Stunden-Rennen von Daytona werden die Steilkurven des Rundkurses ebenfalls mit einbezogen. Anfang 2020 errichtet die Formel 1 auf dem Circuit Park Zandvoort zwei Steilkurven, bei dem die Arie Luyendijkkurve eine Überhöhung von 32 Prozent (18 Grad) aufweist. Gleichzeitig kehrt damit dieses, für die aktuelle Formel 1, untypische Fahrelement zurück.
Steilkurven können auch Bestandteil von Teststrecken der Automobilindustrie sein, z. B. Opel in Rodgau-Dudenhofen, VW in Ehra-Lessien, BMW in Miramas, Bosch in Boxberg-Windischbuch, Automotive Testing Papenburg und das Dekra-Test-Oval am Lausitzring. Die berühmte Teststrecke Pista di Nardò in Süditalien wurde im Jahr 2012 von der Porsche-Unternehmenstochter Porsche Engineering übernommen. Auf der mit Steilkurven ausgestatteten Teststrecke sind Geschwindigkeiten bis zu 500 km/h möglich. Porsche testet auf dem Rundkurs seine Serien- und Rennsportautos.

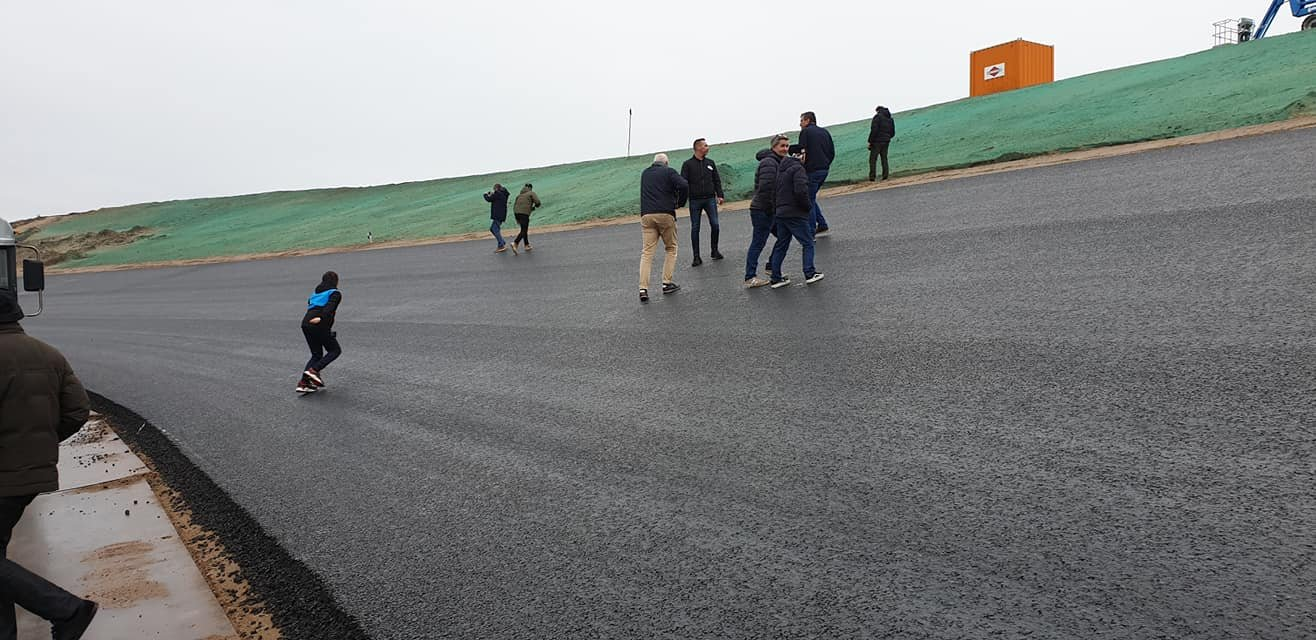
Arie Luyendijkkurve in Zandvoort

Steilkurven sind auch ein mögliches Schienensegment vieler Modell-Autorennbahnen. Dabei sind Steigungen mit einem Winkel von über 45° möglich. Steilkurven werden eingesetzt, um die Kurve mit höherer Geschwindigkeit durchfahren zu können. Allerdings können die Modellfahrzeuge aus der Bahn rutschen, wenn sie angehalten werden oder auch nur zu langsam sind.

## Sport
Im Bahnradsport finden Steilkurven ebenfalls Verwendung. Beim Skisport dienen Steilkurven oft der Fahrstabilität, wobei dort aber auch sogenannte Negativkurven vorkommen, bei denen die Fahrbahn nach außen hin abschüssig ist.

## Luftfahrt
Auch beim Fliegen wird der Begriff der Steilkurve verwendet. Eine Steilkurve wird dann geflogen, wenn die Flügel des jeweiligen Fluggerätes (Flugzeug, Drachen usw.) einen fast oder gänzlich vertikalen Winkel einnehmen.